# 20. etape af Tour de France 2010
Tyvende etape af Tour de France 2010 var en 102,5 km lang flad etape. Den blev kørt søndag d. 25. juli fra Longjumeau til Paris Champs-Élysées.
- Etape: 20. etape
- Dato: 25. juli
- Længde: 102,5 km
- Danske resultater:
- Gennemsnitshastighed: 37,8 km/t

## Pointspurter

### 1. sprint (Haut des Champs-Élysées)
Efter 58 km
| Vinder | Aleksandr Kuschynski | 6p |
| 2.     | Marcus Burghardt     | 4p |
| 3.     | Rubén Pérez          | 2p |

### 2. sprint (Haut des Champs-Élysées)
Efter 77,5 km
| Vinder | Karsten Kroon   | 6p |
| 2.     | Sandy Casar     | 4p |
| 3.     | Christian Knees | 2p |

## Resultatliste
|    | Navn                | Land           | Hold                  | Tid     |
| -- | ------------------- | -------------- | --------------------- | ------- |
| 1  | Mark Cavendish      | Storbritannien | Team HTC-Columbia     | 2:42.21 |
| 2  | Alessandro Petacchi | Italien        | Lampre-Farnese Vini   | + 0.00  |
| 3  | Julian Dean         | New Zealand    | Garmin-Transitions    | + 0.00  |
| 4  | Jürgen Roelandts    | Belgien        | Omega Pharma-Lotto    | + 0.00  |
| 5  | Óscar Freire        | Spanien        | Rabobank              | + 0.00  |
| 6  | Gerald Ciolek       | Tyskland       | Team Milram           | + 0.00  |
| 7  | Thor Hushovd        | Norge          | Cervélo TestTeam      | + 0.00  |
| 8  | Matti Breschel      | Danmark        | Team Saxo Bank        | + 0.00  |
| 9  | Robbie McEwen       | Australien     | Team Katusha          | + 0.00  |
| 10 | Daniel Oss          | Italien        | Liquigas-Doimo        | + 0.00  |
| 11 | Martijn Maaskant    | Holland        | Garmin-Transitions    | + 0.00  |
| 12 | Lloyd Mondory       | Frankrig       | Ag2r-La Mondiale      | + 0.00  |
| 13 | Sébastien Turgot    | Frankrig       | Bbox Bouygues Telecom | + 0.00  |
| 14 | José Joaquín Rojas  | Spanien        | Caisse d'Epargne      | + 0.00  |
| 15 | Rubén Pérez         | Spanien        | Euskaltel-Euskadi     | + 0.00  |

## Ekstern henvisning
- Etapeside Arkiveret 16. juli 2010 hos  Wayback Machine på Letour.fr Arkiveret 28. februar 2011 hos  Wayback Machine (fransk) (engelsk)